# ユッシ・ハウタマキ
ユッシ・ハウタマキ（Jussi Heikki Hautamäki 、1979年4月20日 - ）はフィンランド、北ポフヤンマー県オウル出身の元スキージャンプ選手。1990年代後半から2000年代末まで国際大会で活躍した。スキージャンプ選手のマッティ・ハウタマキは実弟。

## プロフィール
ハウタマキは1984年にスキージャンプを始め、クオピオのPuijon Hiihtoseuraに所属、1995年12月30日にスキージャンプ・ワールドカップにデビューし、39位だった。1月13日と14日にはエンゲルベルクでそれぞれ24位、25位となってポイントを獲得した

。
1997年のノルディックスキージュニア世界選手権では個人、団体とも銀メダルを獲得した。
ワールドカップでは2001年1月27日の札幌（日本）で3位になったのが自己最高位でこのシーズンは総合でも自己最高の15位となった。
スキージャンプ・コンチネンタルカップでは1995-1996シーズンに総合20位、2003年1月4日と2006年12月16日に各1勝をあげている。
2008-2009シーズンを最後に国際大会からは引退し、大工・建設作業員として働く傍ら趣味としてスキージャンプを楽しんでいる
。
また現役時代からバンド活動を行っており、ヴィレ・カンテらスキージャンプ仲間とともにロックバンドザ・クロイソス（The Kroisos）を結成しベースギターを担当している。